# شرف‌الدین ادریس شاه
شرف الدین ادریس (نام کامل وی: سلطان شرف الدین ادریس شاه الحاج بن المرحوم صلاح‌الدین عبدالعزیز شاه الحاج) فرمانروای کنونی سلانگور در مالزی است. سلطان شرف الدین ادریس شاه در دسامبر ۱۹۴۵ در کلانگ، سلانگور زاده شد. 

## تحصیلات
او در کوالالامپور تحصیلات ابتدایی خود را به پایان رسانید و برای تحصیل در مدرسه متوسطه به پرت در استرالیا رفت. وی در سال ۱۹۶۴ دوره دبیرستان را در انگلستان به پایان رسانید. 
در سوم سپتامبر ۱۹۶۰، در حالی که تنها پانزده سال داشت به ولایتعهدی سلطان صلاح‌الدین عبدالعزیز شاه برگزیده شد؛ و در ۲۲ نوامبر سال ۲۰۰۱ به عنوان سلطان سلانگور انتخاب گردید. پسرش تنگکو امیرشاه هم‌اکنون ولیعهد ایالت سلانگور است. او علاوه بر امیرشاه، دو دختر به نام‌های تنگکو زرافیا و تنگکو زاتاشا نیز دارد.

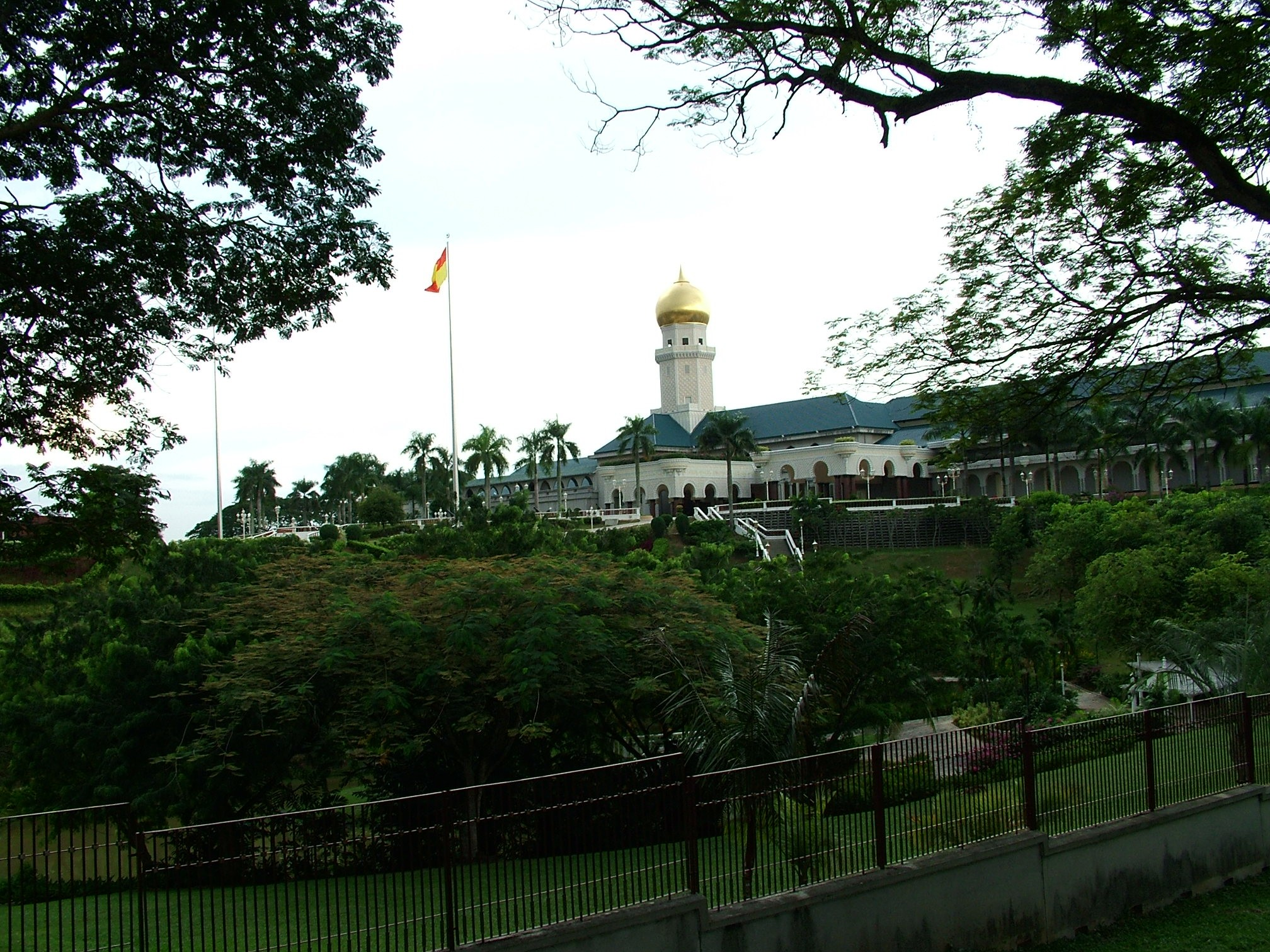
کاخ سلطان شرف الدین ادریس شاه در کلانگ